# مرد عروسکی (فیلم ۱۹۹۱)
مرد عروسکی (به انگلیسی: Dollman) یک فیلم سینمایی آمریکایی در ژانر اکشن و علمی–تخیلی محصول ۱۹۹۱ میلادی به کارگردانی آلبرت پایون است.

## بازیگران
- تیم تامرسون درنقش آجر باردو
- جکی ارل هیلی درنقش براکستون رد
- کمالا لوپز درنقش دبی آلخاندرو
- هامبرتو اورتی درنقش کوین آلخاندرو
- نیکلاس کیوست
- مایکل هالی درنقش کالی
- یوجین گلازر درنقش کاپیتان شولر[۱][۲]